# Baron Inverforth

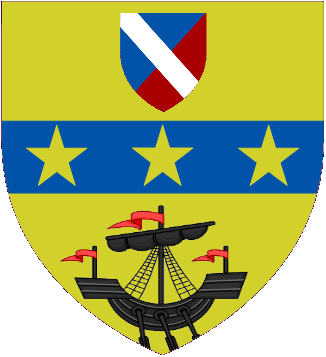
Familienwappen der Barone Inverforth

Baron Inverforth, of Southgate in the County of Middlesex, ist ein erblicher britischer Adelstitel in der Peerage of the United Kingdom.

## Verleihung
Der Titel wurde am 19. Januar 1918 für den schottischen Reeder und Minister of Munitions Andrew Weir geschaffen.
Heutiger Titelinhaber ist seit 1982 dessen gleichnamiger Urenkel als 4. Baron.

## Liste der Barone Inverforth (1919)
- Andrew Weir, 1. Baron Inverforth (1865–1955)
- Andrew Weir, 2. Baron Inverforth (1897–1975)
- Andrew Weir, 3. Baron Inverforth (1932–1982)
- Andrew Weir, 4. Baron Inverforth (* 1966)

Titelerbe (Heir Apparent) ist der Sohn des aktuellen Titelinhabers, Hon. Benjamin Weir (* 1997).